# 米基·约翰逊
华莱士·埃德加·约翰逊（英語：Wallace Edgar Johnson，1952年8月31日—），美国NBA联盟前职业篮球运动员。他在1974年的NBA选秀中第4轮第56顺位被波特兰开拓者选中。